# Nick Richards
Nicholas Richards (* 29. November 1997 in Kingston (Jamaika)) ist ein jamaikanischer Basketballspieler. Nach drei Jahren an der University of Kentucky wechselte der Innenspieler in die NBA.

## Werdegang
Richards wurde 2013 auf Jamaika von einem Talentspäher aus den Vereinigten Staaten entdeckt. In den Vereinigten Staaten spielte Richards zunächst an der St. Mary’s High School in Manhasset (Bundesstaat New York), dann an der Patrick School in der Stadt Elizabeth (Bundesstaat New Jersey). Richards erhielt ein Angebot der University of Kentucky, für die Mannschaft der Hochschule spielte er zwischen 2017 und 2020. Sein Trainer dort war John Calipari. In seinen Angriffsleistungen machte Richards insbesondere in der Saison 2019/20 einen großen Sprung, als er 14 Punkte je Begegnung erzielte, hinzu kamen 7,8 Rebounds sowie 2,1 geblockte Würfe pro Partie. Auf sein viertes Jahr an der Hochschule verzichtete der Jamaikaner und wechselte 2020 vorzeitig in den Profibereich.
Richards begann seine Laufbahn als Berufsbasketballspieler bei der NBA-Mannschaft Charlotte Hornets. Im NBA-Draftverfahren im November 2020 war er von den New Orleans Pelicans ausgewählt worden, die ihn aber an Charlotte abgaben. Mitte Januar 2025 kam er im Rahmen eines Spielertauschs zu den Phoenix Suns.

## Karriere-Statistiken
| Legende | Legende                                        | Legende | Legende                                                     | Legende | Legende                                          |
| ------- | ---------------------------------------------- | ------- | ----------------------------------------------------------- | ------- | ------------------------------------------------ |
| GP      | Absolvierte Spiele (Games played)              | GS      | Spiele von Beginn an (Games started)                        | MPG     | Absolvierte Minuten pro Spiel (Minutes per game) |
| FG %    | Wurfquote aus dem Feld (Field-goal percentage) | 3P %    | Wurfquote Drei-Punkte-Würfe (3-point field-goal percentage) | FT %    | Freiwurfquote (Free-throw percentage)            |
| RPG     | Rebounds pro Spiel (Rebounds per game)         | APG     | Assists pro Spiel (Assists per game)                        | SPG     | Steals pro Spiel (Steals per game)               |
| BPG     | Blocks pro Spiel (Blocks per game)             | PPG     | Punkte pro Spiel (Points per game)                          | FETT    | Karriere-Bestmarke                               |

### NBA

#### Hauptrunde
| Saison  | Team      | GP  | GS | MPG  | FG % | 3P %  | FT % | RPG | APG | SPG | BPG | PPG |
| ------- | --------- | --- | -- | ---- | ---- | ----- | ---- | --- | --- | --- | --- | --- |
| 2020–21 | Charlotte | 18  | 0  | 3.5  | .444 | .000  | .636 | 0.6 | 0.1 | 0.0 | 0.0 | 0.8 |
| 2021–22 | Charlotte | 50  | 5  | 7.3  | .667 | –     | .698 | 1.7 | 0.3 | 0.2 | 0.4 | 3.0 |
| 2022–23 | Charlotte | 65  | 9  | 18.7 | .629 | 1.000 | .749 | 6.4 | 0.6 | 0.2 | 1.1 | 8.2 |
| 2023–24 | Charlotte | 67  | 51 | 26.3 | .691 | .000  | .737 | 8.0 | 0.8 | 0.4 | 1.1 | 9.7 |
| Gesamt  | Gesamt    | 200 | 65 | 17.0 | .661 | .333  | .736 | 5.3 | 0.5 | 0.2 | 0.8 | 6.7 |